# Горяйстовка
Горя́йстовка (укр. Горя́йстівка) — село, Олешнянский сельский совет, Ахтырский район, Сумская область, Украина.
Код КОАТУУ — 5920386302. Население по переписи 2001 года составляет 174 человека.

## Географическое положение
Село Горяйстовка находится на правом берегу реки Олешня, выше по течению на расстоянии в 1,5 км расположено село Олешня, ниже по течению примыкает село Лысое, на противоположном берегу — село Садки.
По селу протекает пересыхающий ручей с запрудами. К селу примыкает лесной массив (дуб).

## Экономика
- ООО «Водолей-Фермер».

## Объекты социальной сферы
- Школа І-ІІ ст.

## Известные люди
- Берест Алексей Прокофьевич (9 марта 1921 — 4 ноября 1970) — советский офицер, участник Великой Отечественной войны. Во время штурма рейхстага, совместно с М. А. Егоровым и М. В. Кантария выполнил боевую задачу по водружению Знамени Победы над Рейхстагом.